# Gian Battista Viotti International Music Competition
Die Gian Battista Viotti International Music Competition (Concours International de Musique Gian Battista Viotti), benannt nach dem italienischen Komponisten und Violinisten Gian (Giovanni) Battista Viotti, ist ein internationaler Musikwettbewerb, der jedes Jahr in Vercelli in Italien stattfindet.

## Geschichte
Der Musikwettbewerb wurde 1950 von dem Geiger Joseph Robbone aus Vercelli gegründet, der ihn bis 1985 leitete. Heute wird er von der Società del Quartetto veranstaltet. Der Wettbewerb startete mit einem Klavierwettbewerb, gefolgt von einem Gesangswettbewerb 1951. In den Folgejahren wurden zusätzlich auch Wettbewerbe für Violine, Kammermusik, Oboe, Gitarre, Fagott, Trompete, Tanz und Komposition durchgeführt. Seit 2006 wechseln die Wettbewerbe alle zwei Jahre zwischen Gesang und Klavier.
Seit seiner Gründung haben Tausende von Künstlern teilgenommen, von denen viele internationale Berühmtheit erlangt haben. Dazu gehören Liliana Cosi, Luciana Savignano, Bernard Ładysz, Joaquín Achúcarro, Cécile Ousset, Daniel Barenboim, Claudio Abbado, François-Joël Thiollier, Rafael Orozco, Pavel Gililov, Boris Bloch, Angela Hewitt, Jean-Yves Thibaudet, Salvatore Accardo, Reiko Watanabe, Domenico Nordio, Piero Cappuccilli, Raina Kabaivanska, Mirella Freni, Leo Nucci, Renato Bruson, Luigi Alva, Giuseppe Giacomini, Luciano Pavarotti und Sumi Jo.
Zu den Jurymitgliedern gehörten unter anderen Carlo Maria Giulini, Yehudi Menuhin, Arturo Benedetti Michelangeli, Franco Corelli, Massimo Mila, Piero Rattalino, Birgitt Nilsson, Carl Orff, Aureliano Pertile, H.C. Robbins Landon, Elizabeth Schwarzkopf, Renata Scotto, Joan Sutherland, Mariano Stabile, Galina Ulanova, Virginia Zeani und Paolo Montarsolo.
Seit 1957 ist der Wettbewerb Mitglied der World Federation of International Music Competitions.

## Preisträger
74. Wettbewerb 2024 (Violine)
73. Wettbewerb 2023 (Klavierwettbewerb)
- 1. Preis: Dominic Chamot,  Schweiz
- 2. Preis: Valère Burnon,  Belgien
- 3. Preis: Giuseppe Guarrera,  Italien
- Publikumspreis:
- Soroptimist Club-Preis:
- Cesare Bardelli-Plakette:

72. Wettbewerb 2022 (Gesangswettbewerb)
- 1. Preis: Jihoon Son,  Südkorea
- 2. Preis: nicht vergeben
- 3. Preis: Emmett O’Hanlon,  Vereinigte Staaten

71. Wettbewerb 2020/2021 (Klavierwettbewerb)
- 1. Preis: nicht vergeben
- 2. Preis: (ex aequo) Airi Katada,  Japan und Anton Mejias,  Finnland
- 3. Preis: KISUK KWON (KOR)

70. Wettbewerb 2019 (Klavierwettbewerb)
- 1. Preis: Ziyu Liu,  Volksrepublik China
- 2. Preis: Hans Sch,  Südkorea
- 3. Preis: Yilan Zhao,  Volksrepublik China

69. Wettbewerb 2018 (Gesangswettbewerb)
- 1. Preis: nicht vergeben
- 2. Preis: (ex aequo) Byeong Min Gil,  Südkorea und Konstantin Krimmel,  Deutschland
- 3. Preis: (ex aequo) Vasilisa Berzhanskaya,  Russland und Adriana Ferfecka,  Polen
- Publikumspreis: Vasilisa Berzhanskaya,  Russland
- Soroptimist Club-Preis: Adriana Ferfecka,  Polen
- Cesare Bardelli-Plakette: Dongho Kim,  Südkorea

68. Wettbewerb 2017 (Klavierwettbewerb)
- 1. Preis: Konstantin Emelianov,  Russland
- 2. Preis: (ex aequo) Aristo Sham,  Hongkong und Shiori Kuwahara,  JapanJapan
- 3. Preis: nicht vergeben
- Publikumspreis: Konstantin Emelianov
- Soroptimist Club-Preis: Shiori Kuwahara

67. Wettbewerb 2016 (Gesangswettbewerb)
- 1. Preis: Chan Hee Cho (Bass),  Südkorea
- 2. Preis: Hojoun Lee (Bariton),  Südkorea
- 3. Preis: Sehoon Moon (Tenor),  Südkorea
- Publikumspreis: Martina Tampakopoulou (Sopran),  Griechenland
- Soroptimist Club-Preis: Sujin Bae (Sopran),  Südkorea
- Carlo Gozzelino-Preis: Kihoon Han (Bassbariton),  Südkorea
- Cesare Bardelli-Plakette: Hao Tian (Bariton),  Volksrepublik China